# Municipio de Eden (condado de Winnebago)
El municipio de Eden (en inglés: Eden Township) es un municipio ubicado en el condado de Winnebago en el estado estadounidense de Iowa. En el año 2010 tenía una población de 104 habitantes y una densidad poblacional de 1,4 personas por km².

## Geografía
El municipio de Eden se encuentra ubicado en las coordenadas 43°27′53″N 93°47′35″O / 43.46472, -93.79306. Según la Oficina del Censo de los Estados Unidos, el municipio tiene una superficie total de 74.39 km², de la cual 74,39 km² corresponden a tierra firme y (0 %) 0 km² es agua.

## Demografía
Según el censo de 2010, había 104 personas residiendo en el municipio de Eden. La densidad de población era de 1,4 hab./km². De los 104 habitantes, el municipio de Eden estaba compuesto por el 98,08 % blancos, el 1,92 % eran de otras razas. Del total de la población el 2,88 % eran hispanos o latinos de cualquier raza.